# آنا کارنینا (فیلم ۲۰۱۲)
آنا کارنینا (به انگلیسی: Anna Karenina) فیلمی عاشقانه تاریخی بریتانیایی محصول سال ۲۰۱۲ به کارگردانی جو رایت است. این فیلم توسط تام استاپارد با الهام از رمان آنا کارنینا اثر سال ۱۸۷۷ لئو تولستوی اقتباس شده‌است.
این فیلم تراژدی اشراف روسی و آنا کارنینا همسر سیاستمدار ارشد الکسی کارنین و عشق‌بازی او با افسر دولتمند کنت ورونسکی که نهایتاً منجر به مرگ انا می‌شود را به نمایش می‌گذارد. کیرا نایتلی ستاره اصلی نقش آنا کارنینا است و این سومین همکاری او با جو رایت بعد از تاوان و غرور و تعصب می‌باشد در حالی که جود لا و آرون تایلر-جانسون به ترتیب در نقش‌های کارنین و ورونسکی ظاهر شده‌اند.
این فیلم توسط ورکینگ تایتل فیلمز وابسته به استودیوکانال ساخته و در جشنواره بین‌المللی فیلم تورنتو ۲۰۱۲ نمایش داده شد. این فیلم در تاریخ ۷ سپتامبر ۲۰۱۲ در انگلستان و ایرلند و در تاریخ ۹ نوامبر ۲۰۱۲ در ایالات متحده منتشر شد. آنا کارنینا در مجموع حدود ۶۹ میلیون دلار به دست آورد که بیشتر به دلیل اجرای بین‌المللی می‌باشد. منتقدان بازیگران را ستودند، اما اقتباس شدیداً سبک‌وار را به شدت مورد انتقاد قرار دادند و با نظر جو رایت مبنی بر اینکه بیشتر اقدامات بر روی صحنهٔ تئاتر اتفاق افتادند موافق نبودند.
فیلم آنا کارنینا موفق شد در هشتادو پنجمین جوایز اسکار ۴ نامزدی جایزه و در شصت و ششمین جوایز آکادمی بریتانیا نامزدی در ۶ رشته را به دست آورد. جکلین دورن در رشتهٔ طراحی لباس و صحنه هر دو جایزه را دریافت کرد. علاوه بر این آنا کارنینا ۶ نامزدی در هفدهمین جوایز ستلایت را بدست آورد از جمله بهترین بازیگر نقش مکمل نایتلی و بهترین فیلم‌نامه اقتباسی برای استپارت.

## داستان
در سال ۱۸۷۴ امپراتوری روسیه، پرنسس دوریا (دالی) همسرش پرنس استفان (استیوا) را به دلیل خیانت از خانه بیرون می‌کند. خواهر استیوا، آنا کارنینا یکی از افراد مقتدر که با همسر سالخورده اش کنت الکسی کارنین و پسرش سرژیوا در سن پترزبورگ زندگی می‌کند به مسکو می‌رود تا دالی را متقاعد کند که استیوا را ببخشد.
در همین حال استیوا با دوست قدیمی او کنستانتین لوین مالک زمین با ارزش و نجیب زادهٔ زبده‌ای که زندگی روستا را به شهر ترجیح داده‌است ملاقات می‌کند. لوین (با تشویق استیوا) عشق خود را به خواهر زن استیوا پرنسس کاترین (کیتی) ابراز می‌کند و به او پیشنهاد ازدواج می‌دهد. با این حال کیتی پیشنهاد او را به امید ازدواج با الکسی ورونسکی رد می‌کند. بعدها لوین با برادر بزرگترش نیکولای ملاقات می‌کند که ارث خود را از دست داده و فاحشه‌ای به نام مشا را به همسری برگزیده است. نیکولای پیشنهاد می‌کند که لوین با یکی از کشاورزان املاکش ازدواج کند. در راه مسکو در قطار انا کارنینا، مادر ورونسکی را ملاقات می‌کند، در ایستگاه قطار آنا برای اولین بار کنت ورونسکی جوان را می‌بیند و خیلی زود به سمت همدیگر جذب می‌شوند. هنگامی که یکی از کارگران راه‌آهن در یک حادثه در ایستگاه کشته می‌شوند، ورونسکی توسط آنا، استیوا و شاهزاده دیده می‌شود که مبلغ زیادی به خانواده کارگر می‌دهد. در مهمانی آن شب، کیتی سعی می‌کند که با ورونسکی برقصد اما او با آنا می‌رقصد که این نظر همه را جلب کرد.
در سن پترزبورگ ورونسکی با دختر عمویش شاهزاده بتسی یکی از دوستان خانوادهٔ کارنینا، ملاقات می‌کند. ورونسکی در یک مهمانی با آنا لاس می‌زند که توجه کارنین (همسر آنا) را جلب می‌کند. کارنین به آنا پیشنهاد می‌کند که به خانه بروند ولی آنا قبول نمی‌کند و تصمیم می‌گیرد که بماند. ورونسکی به آنا می‌گوید که می‌خواهد به تاشکند برود و ترفیع مقام بگیرد ولی آنا او را متقاعد می‌کند که به شهر دیگر نرود و روز بعد آن‌ها در یک هتل همدیگر را ملاقات کرده و عشق‌بازی می‌کنند.
استیوا به روستا می‌رود و به لوین اطلاع می‌دهد که کیتی و ورونسکی با هم ازدواج نکرده‌اند. لوین بر روی کار بر زمین کشاورزی به همراه کارگرانش تمرکز کرده بود و طبق پیشنهاد برادرش قصد داشت یکی از دختران کشاورز را به همسری برگزیند.
کارنین می‌شنود که همسرش و ورونسکی در روستا هستند و آن‌ها را شوکه می‌کند. سپس آنا به ورونسکی می‌گوید که باردار است. بعد انا با کارنین ملاقات می‌کند که به او پیشنهاد می‌کند که به تماشای مسابقات اسب دوانی بیاید. مسابقات شروع می‌شود و زمانی که ورونسکی از اسب می‌افتد و صدمه می‌بیند، انا احساسات خود را نسبت به او فاش می‌کند. در راه انا به کارنین می‌گوید که معشوقهٔ ورونسکی است و می‌خواهد طلاق بگیرد. کارنین قبول نمی‌کند و او را در خانه محدود می‌کند. لوین دوباره کیتی را ملاقات و به او پیشنهاد ازدواج داد. ورونسکی به خانه آنا در سن پترزبورگ رفت و در همین حال کارنین به خانه رفت تا مطمئن شود که ورونسکی با آنا ملاقات کرده‌است. بعد از آن کارنین اعلام می‌کند که می‌خواهد آنا را طلاق بدهد و آنا درخواست بخشش می‌کند ولی کارنین وی را نمی‌بخشد. در همین حال کیتی درخواست ازدواج لوین را می‌پذیرد و تصمیم می‌گیرند ازدواج کنند.
آنا زایمان زودهنگام می‌کند که باعث مریضی او می‌گردد. در زمان مریضی او تصمیم می‌گیرد که دوباره با کارنین زندگی کند ولی بعد از تصمیمش منصرف شده و با ورونسکی به ایتالیا می‌روند. لوین و کیتی به روستا بازمی‌گردند و کیتی به مشا در نگهداری از همسر بیمارش نیکولای کمک می‌کند.
سوظن‌های آنا نسبت به ورونسکی شروع می‌شوند از آن جایی که ورونسکی به آنا می‌گوید که به دیدن مادرش می‌رود ولی آنا فکر می‌کند که او به دیدن شاهزاده ساروکینا رفت، برای همین یک قطار می‌گیرد که ببیند او واقعاً به دیدار مادرش رفته یا خیر. وقتی که به ایستگاه مسکو می‌رسد به خود می‌گوید «آه خدا…» و سپس به زیر قطاری که در حال حرکت است می‌پرد و می‌میرد.

## بازیگران
- کیرا نایتلی
- جود لا
- مکس بنت
- آرون تایلر-جانسون
- کلی مکدونالد
- متیو مک‌فادین
- دامنل گلیسون
- روث ویلسون
- آلیسیا ویکاندر
- اولیویا ویلیامز
- امیلی واتسون
- میشل داکری
- رافائل پرسونناز
- هنری لوید-هیوز
- هالیدی گراینگر
- شرلی هندرسون
- بیل اسکاشگورد
- کارا دلوین
- الکساندرا روچه
- تانیشتا چاتراجه
- امرالد فنل
- توماس هاوس
- کایل سالر
- هرا هیلمار
- دیوید ویلمت
- استیو اِوِتس